# EN 60601-2-17
Die EN 60601-2-17 mit dem Titel „Medizinische elektrische Geräte – Teil 2-17: Besondere Festlegungen für die Sicherheit ferngesteuerter, automatisch betriebener Afterloading-Geräte für die Brachytherapie“ ist Teil der Normenreihe EN 60601.
Herausgeber der DIN-Norm DIN EN 60601-2-17 ist das Deutsche Institut für Normung.
Die Norm basiert auf der internationalen Fassung IEC 60601-2-17. Im Rahmen des VDE-Normenwerks ist die Norm als VDE 0750-2-17 klassifiziert, siehe DIN-VDE-Normen Teil 7.
Diese Ergänzungsnorm regelt allgemeine Festlegungen für die Sicherheit, Prüfungen und Richtlinien ferngesteuerter, automatisch betriebener Afterloading-Geräte für die Brachytherapie.

## Gültigkeit
Die deutsche Ausgabe 12.2004 ist ab ihrem Erscheinungsdatum als Deutsche Norm angenommen.
- Die aktuelle Fassung (12.2004) ist korrespondierend mit der 2. Ausgabe der DIN EN 60601-1 anzuwenden.
- Es wurde im Oktober 2009 ein Entwurf zur Anwendung mit der 3. Ausgabe der DIN EN 60601-1 veröffentlicht.
- Die Vorgängernorm DIN EN 60601-2-17:2003-12 durfte noch bis 3.2007 angewendet werden.

## Anwendungsbereich
Diese besonderen Festlegungen legen Anforderungen fest die Sicherheit von automatisch gesteuerten Geräten zur Brachytherapie von Patienten unter Anwendung der Afterloading-Technik. Sie legt Anforderungen fest für automatisch gesteuerte Afterloading-Geräte,
- die ausschließlich umschlossene radioaktive Strahlungsquellen mit Beta-, Gamma- und Neutronenstrahlung enthalten und verwenden;
- die die umschlossene(n) radioaktive(n) Strahlungsquelle(n) automatisch von einem Lagerbehälter in die Bestrahlungsposition innerhalb des Applikators/der Applikatoren und umgekehrt befördern;
- die für eine Verbindung mit einem Patienten ausgelegt sind und
- bei denen die Bewegungen der radioaktiven Strahlungsquelle(n) entsprechend einem vorgeschriebenen Programm automatisch vom Gerät unter Verwendung eines Antriebsmechanismus ausgeführt werden, dessen Änderungen von dem(n) Zeitschalter(n) und dem(n) Zeitgeber(n) gesteuert werden, die entweder programmierbare elektronische Subsysteme (Computer oder Mikroprozessoren) oder nicht-programmierbare Systeme sind.

Diese Norm legt Anforderungen fest für Geräte die dafür vorgesehen sind,
- unter Aufsicht von qualifiziertem Personal verwendet,
- in festgesetzten Zeitabständen gewartet,
- vom Betreibern regelmäßig geprüft zu werden.

Sie legt keine Anforderungen an die in den Geräten verwendeten umschlossenen radioaktiven Strahlungsquellen fest.
Die Anforderungen dieser Norm beruhen auf der Annahme, dass:
- ein Bestrahlungsplan vorliegt, in dem die entsprechenden Werte der Bestrahlungsparameter verordnet sind, und
- die Quellenstärke(n) der radioaktiven Strahlungsquellen im Gerät bekannt ist/sind.

Sie enthält Anforderungen, durch die sichergestellt werden soll, dass die verordneten Werte der Bestrahlungsparameter vom Gerät erbracht werden können, insbesondere dass:
- die ausgewählte(n) radioaktive(n) Strahlungsquelle(n) entsprechend der vorgesehenen Anordnung, bezogen auf den Applikator innerhalb des Applikators positioniert oder bewegt wird/werden;
- die Bestrahlung durch die ausgewählte Anordnung der radioaktiven Strahlungsquellen während der vorgewählten Zeitspanne ausgeführt wird und
- die Bestrahlung vom Gerät ausgeführt wird, ohne dass für den Anwender und andere sich in der unmittelbaren Umgebung aufhaltende Personen unnötige Risiken entstehen.

## Zusatzinformation
Folgende geänderte Anforderungen sind in der EN 60601-2-17 enthalten (Auszug):
- Strahlenschutz
- Genauigkeit
- Schutz gegen gefährliche Ausgangswerte